# Jonas Kaufmann
Jonas Kaufmann (Múnich, 10 de julio de 1969) es un tenor alemán, célebre por sus interpretaciones de Wagner, principalmente Parsifal, Siegmund, Lohengrin, entre otras.

## Biografía
Asistió a la Musikhochschule de su ciudad natal, donde tomó clases magistrales con Hans Hotter y James King. Posteriormente debutó en 1992 en pequeños roles en la Bayerische Staatsoper y en el Theater am Gärtnerplatz de Múnich.
Fue miembro del Saarbrückener Staatstheater (1994–1996) y debutó luego en Stuttgart, La Scala (Jaquino en Fidelio) y en Così fan tutte.
Desde el año 2001 pertenece al ensemble de la Ópera de Zúrich, desde donde proyectó su carrera internacional, sucediéndose estrenos en Toulouse, Ginebra, Hamburgo, Stuttgart, Ratisbona, Covent Garden, Chicago, París, Metropolitan Opera Nueva York, Ópera Estatal de Viena, Festival de Edimburgo, Lucerna, Ópera Bajos los Tilos de Berlín, Dresde, el Teatro Colón de Buenos Aires, y otros auditorios líricos. Fue nombrado Kammersänger (cantante de cámara).
Sus principales roles son Alfredo, Max, Florestán, Don José, Mario Cavaradossi, Tamino, Tito, Don Ottavio, Idomeneo, Fierrabras, Fausto, Ruggero, Fenton, Don Carlo, Rodolfo, Pinkerton, Des Grieux, el duque de Mantua, Romeo, Parsifal y Siegmund. Recientemente ha conquistado críticas laudatorias con su interpretación de Werther de Massenet en París.
Debutó en el Festival de Bayreuth en 2010, como Lohengrin, en la producción de Hans Neuenfels dirigida por Andris Nelsons.
Es un distinguido recitalista de canciones de Schubert, Robert Schumann, Mahler y Richard Strauss.
Kaufmann se ha casado dos veces. Su primer matrimonio con la mezzosoprano alemana Margarete Joswig, dicha unión terminó en divorcio. Con Margarete Joswig tuvo tres hijos. Su segundo matrimonio es con la directora de ópera Christiane Lutz. La pareja se casó a fines de 2018 y tiene un hijo, nacido en marzo de 2019.
En 2010 se publicó su libro Meinen die wirklich mich en colaboración con Thomas Voigt.

## Discografía de referencia

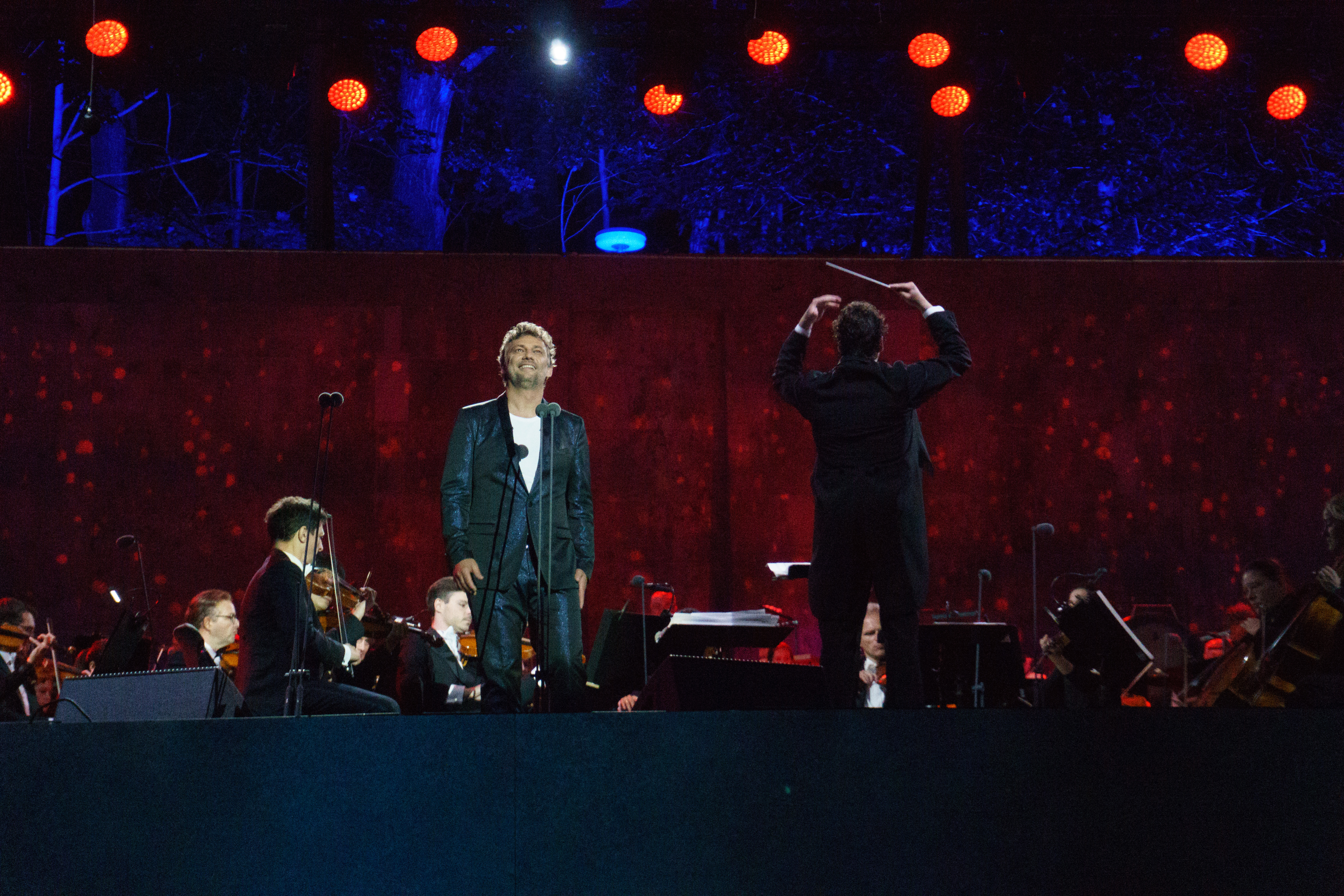
Jonas Kaufmann en el Teatro del Bosque de Berlín en 2018

- Beethoven: Fidelio / Nikolaus Harnoncourt (DVD)
- Beethoven, Fidelio, Claudio Abbado, Lucerna 2010
- Bizet: Carmen / Pappano (DVD)
- Bizet, Carmen, Rattle
- Bizet, Carmen, Franz Welser-Möst (DVD)
- Gounod, Fausto, Yannick Nézet-Séguin (Metropolitan Opera New York)
- Humperdinck, Hijos del Rey, DVD
- Massenet, Werther, Plasson (DVD)
- Monteverdi: Il ritorno d'Ulisse in patria / Harnoncourt (DVD)m o objet

- Mozart: La clemenza di Tito / Welser-Möst (DVD)
- Paisiello: Nina / Adam Fischer (DVD)
- Puccini: Madama Butterfly / Antonio Pappano
- Puccini: Tosca (DVD), Antonio Pappano
- Puccini: Manon Lescaut, DVD, Antonio Pappano
- Puccini, Arias, Antonio Pappano, 2015
- R. Strauss: Lieder / Helmut Deutsch
- R. Strauss, Ariadne auf Naxos, Daniel Harding
- Schoenberg: Die Jakobsleiter / Kent Nagano
- Schubert: Die schöne Müllerin / Deutsch
- Schubert: El viaje de invierno, Deutsch
- Schubert: Fierrabras / Welser-Möst (DVD)
- Verdi, Requiem, Daniel Barenboim
- Verdi, Don Carlo (DVD)
- Verdi, Aïda, Antonio Pappano, 2015
- Verdi, El álbum Verdi
- Wagner, Arias, Donald Runnicles
- Wagner, Parsifal, Daniele Gatti, DVD
- Wagner, El anillo del nibelungo (Siegmund), James Levine DVD
- Wagner, Die Walküre, Gergiev
- Wagner, Lohengrin, Nagano (DVD)
- von Weber, Oberón, John Eliot Gardiner

- Du bist die Welt für mich, arias de opereta, Jochen Rieder
- Romantic Arias / Marco Armiliato
- Verismo Arias / Antonio Pappano
- Senhsucht, Arias alemanas / Claudio Abbado